# Kaleidoscópio
I Kaleidoscópio (conosciuti anche come Kaleido) sono un progetto musicale brasiliano creato nel 2002 dal dj Ramilson Maia, dalla cantante e ballerina Janaina Lima e dal produttore Gui Boratto.
Il genere dei Kaleidoscópio è musica brasiliana di genere drum and bass e bossa nova. In Italia hanno riscosso il maggiore successo nell'estate del 2004 con il brano Você me apareceu, ma anche con i brani Feliz de novo e Meu sonho. Hanno partecipato a Festivalbar 2004 raggiungendo un discreto margine di apprezzamento. 

## Storia
I 3 membri del gruppo, nativi tutti e 3 di San Paolo, hanno debuttato con l'album Tem Que Valer (2003), che ha spopolato con i singoli Você me apareceu, Feliz de novo e Meu sonho in Italia, Francia, Vallonia e Portogallo. 
Il secondo album, Kaleido - New Session, era invece destinato unicamente al mercato giapponese e conteneva alcune collaborazioni con altri artisti. La band ha inoltre realizzato due compilation, Brasilian Rave e The Best Love.
Verso gli inizi del 2010 Janaina Lima, cantante e ballerina del gruppo, ha presentato un album d'esordio come solista, intitolato Me leva com voce. 
Nel 2011 i Kaleidoscopio hanno partecipato ad alcuni programmi brasiliani come R7, con la loro nuova canzone Esta noite, mai pubblicata come singolo. Nel 2012 sono stati tra i partecipanti del Baixa Festival in Portogallo e hanno proseguito con il "Progetto Mixirica" in Brasile. 
Il 14 giugno 2013 è entrato in rotazione radiofonica il nuovo singolo Estrelas ed il 19 luglio è stato pubblicato il videoclip abbinato.
Nel novembre 2015 hanno pubblicato un nuovo brano per celebrare il decimo anniversario del gruppo, intitolato Amava Você.

## Discografia

### Album studio
- 2002 – Tem que valer
- 2007 – Kaleido - New Session

### Raccolte
- 2008 – Brasilian Rave
- 2009 – The Best Love

### Singoli
- 2002 – Você me apareceu
- 2004 – Meu sonho
- 2005 – Feliz de novo
- 2007 – O que faz vibrar
- 2013 – Estrelas
- 2015 – Amava Você